# 岩崎敏夫
岩崎敏夫（1909年8月21日—2004年10月28日）是一位日本民俗学家，歌人。

## 生平
1909年出生于日本福岛县相馬市。毕业于國學院大學高等師範部。1962年论文《本邦小祠の研究》获得文学博士学位。后担任东北学院大学教授。

## 荣誉
1963年凭借《本邦小祠の研究》获得第二届柳田奖。